# Пуміпон Адульядет (Рама ІХ)
Пуміпо́н Адульяде́т Вели́кий (Ра́ма ІХ), (тай. ภูมิพลอดุลยเดช; коронаційне ім'я — Праба́т Сомде́т Пхра Параміндара Маха́ Пумипо́н Адуньяде́т Махіталадхібєт Рамахібоді Чакрінарубодінд Саяміндарадхтіра́т Бороманатбохіт (тай. พระบาทสมเด็จพระปรมินทรมหาภูมิพลอดุลยเดช มหิตลาธิเบศรรามาธิบดี จักรีนฤบดินทร สยามินทราธิราช บรมนาถบพิตร; 5 грудня 1927, Кембридж, штат Массачусетс, США — 13 жовтня 2016, Бангкок, Таїланд) — король Таїланду з династії Чакрі з 1946 року, царював довше за всіх сучасних йому монархів і довше за всіх своїх попередників.

## Біографія

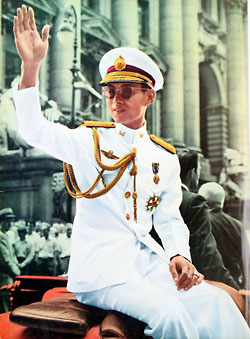
Святкування шістнадцятої річниці сходження короля на трон

Був третьою дитиною і наймолодшим сином принца Махідола Сонгкли. Закінчив два університети — Лозанський і Бангкокський.
Державний переворот 24 червня 1932 року призвів до заміни абсолютної монархії монархією конституційною. Відтоді усі дії короля обмежуються конституцією. Король лишився очільником держави, має повноваження в області законодавчої, виконавчої та судової влади.
Посів престол 9 червня 1946 після смерті свого старшого брата короля Ананда Махідола (Рами VIII). 28 квітня 1950 року побрався з принцесою Сірікіт — донькою посла Таїланду в Парижі. 5 травня 1950 офіційно коронований як король Таїланду Рама IX. Після церемонії король разом із королевою поїхав до Швейцарії, аби продовжити здобувати освіту.
Остаточно повернувся до Таїланду 2 грудня 1951 року, після того, як отримав юридичну освіту.
У 1956 році, відповідно до буддистської традиції, прийняв чернечий постриг. У той час королева Сірікіт виконувала обов'язки регента біля малолітнього принца.
У 1987 році присвоєно титул Великий.

## Королівська родина
У родині короля Пуміпона Адульядета і королеви Сірікіт четверо дітей — 5 квітня 1951 року народився первісток — принцеса Убол Ратана, спадкоємець престолу принц Маха Вачалонгкорн з'явився на світ 28 червня 1952 року, 2 квітня 1955 народилась принцеса Маха Чакрі Сіріндхорн, а принцеса Чулабхорн народилась 4 червня 1957 року.

## Статус монархії в Таїланді
Король є недоторканним, проти нього не може бути використане насилля, він не може бути підданим обвинуваченню, проти нього не можна завести судову справу.
Любов і повага до королівської родини має в Таїланді священний характер: король є оборонцем і захисником усіх релігій. Король — лідер і глава держави, а також національний символ, який стоїть над політикою. Однак, незважаючи на церемоніальний статус короля в Таїланді, Пуміпон неодноразово приймав важливі політичні рішення, а також користувався правом вето. Прийнято вважати, що Рама IX відіграв важливу роль в демократизації країни у 1990-х, хоча в ранні періоди свого правління він надавав підтримку деяким військовим режимам.
Король приділяв велику увагу проблемам підданих. Мільярдер (його статки, за різними джерелами, оцінювали приблизно в 35 мільярдів доларів США), Пуміпон Адульядет використовував частину свого багатства з метою фінансування понад 3 000 проектів розвитку, зокрема в сільських районах. Він є дуже популярним в Таїланді, і шанується як напівбожественна особа. Досвідчений політик, до 2006 року Таїланд пережив 17 державних переворотів, вісімнадцятий стався 19 вересня 2006, коли військова хунта скинула уряд Таксина Чинавата.
Щороку 5 травня тайці святкують День Коронації, який є державним вихідним днем. День народження короля, як і день народження його дружини — національні свята: 5 грудня країна відзначає День Батька, а 12 серпня — День Матері.
Помер 13 жовтня 2016 року в Бангкоку. У країні було виголошено річний траур по королю.

## Цікаві факти
- Пуміпон Адульядет, що народився в американському штаті Массачусетс, єдиний з усіх голів держав і монархів світу мав право на отримання громадянства США за народженням.
- Його ім'я означає «Сила країни, незрівнянна міць».
- Колір короля — жовтий (за днем народження — понеділок).
- Квітка короля — дерево Cassia fistula, що квітне великими жовтими суцвіттями. До 50-ти річчя монарха у Таїланді висадили 99999 рослин. До 80-річчя нараховувалося уже близько 1 млн дерев.[6]
- Для припинення чуток, згідно з якими попередник Пуміпона Адульядета Рама VIII загинув через боротьбу за трон, король дав клятву, що ніколи не зійде на трон в королівському палаці в Бангкоку. Також Пуміпон Адульядет обіцяв ніколи не залишати межі країни. Обидві його клятви залишились непорушними.
- Серед всіх правителів світу Пуміпон Адульядет був найдовше правлячим головою держави — 70 років 4 місяця 4 дні.

## Нагороди
- Премія Програми розвитку ООН за «багаторічну відданість розвитку країни»
- Золота медаль з вітрильного спорту на Іграх Південно-Східної Азії.